# Берёзовское сельское поселение (Челябинская область)
Берёзовское се́льское поселе́ние — муниципальное образование в Красноармейском районе Челябинской области Российской Федерации. В рамках административно-территориального устройства муниципальное образование  соответствует административно-территориальной единице Берёзовский сельсовет.
Административный центр — посёлок Октябрьский.

## История
Статус и границы сельского поселения установлены Законом Челябинской области от 9 июля 2004 года № 243-ЗО «О статусе и границах Красноармейского муниципального района и сельских поселений в его составе»

## Население
| 2002  | 2010  | 2011  | 2012  | 2013  | 2014  | 2015  |
| ----- | ----- | ----- | ----- | ----- | ----- | ----- |
| 3088  | ↘2950 | ↗2960 | ↗3088 | ↗3162 | ↘3153 | ↘3053 |
| 2016  | 2017  | 2018  | 2019  | 2020  | 2021  | 2023  |
| ↘3042 | ↗3052 | ↘3021 | ↘2947 | ↘2930 | ↗3548 | ↗3583 |

## Состав сельского поселения
| №  | Населённый пункт | Тип населённого пункта          | Население |
| -- | ---------------- | ------------------------------- | --------- |
| 1  | Адищево          | деревня                         | ↗8        |
| 2  | Берёзово         | посёлок                         | ↘282      |
| 3  | Ванюши           | деревня                         | ↗81       |
| 4  | Жарки            | деревня                         | ↘3        |
| 5  | Козырево         | деревня                         | ↘69       |
| 6  | Октябрьский      | посёлок, административный центр | ↘1323     |
| 7  | Родник           | посёлок                         | ↘371      |
| 8  | Севастьяново     | село                            | ↘73       |
| 9  | Фроловка         | деревня                         | ↗424      |
| 10 | Ханжино          | село                            | ↗316      |